# 칠레 여자 축구 국가대표팀
칠레 여자 축구 국가대표팀(스페인어: Selección femenina de fútbol de Chile)은 칠레를 대표하는 여자 축구 대표팀으로 칠레 축구 연맹에서 관리한다. 1991년 4월 28일 브라질과의 1991년 남미 여자 축구 선수권 대회 개막전에서 국제 A매치 첫 경기를 치렀고 이 경기에서 1-6으로 대패했으며 현재 남자 대표팀과 함께 에스타디오 나시오날 데 칠레를 홈 구장으로 사용하고 있다.

## 국제 대회 경력

### FIFA 여자 월드컵
2019년 FIFA 여자 월드컵을 통해 사상 첫 여자 월드컵 본선 무대를 밟았고 F조 1·2차전에서 북유럽의 강호 스웨덴과 세계 최강 미국을 상대로 각각 0-2, 0-3으로 패했지만 동남아시아의 강호 태국과의 최종전에서는 후반 3분 상대팀의 자책골과 후반 35분 쐐기골까지 더해 2-0으로 승리를 거두면서 칠레 여자 축구 역사상 월드컵 첫 승을 달성했고 대회 최종 순위에서도 17위로 조별리그 탈락 8팀 중 가장 높은 순위를 기록했다.

### 코파 아메리카 페메니나
초대 대회인 1991년 대회를 시작으로 8번의 코파 아메리카 페메니나에 모두 출전하여 이 중 1991년과 자국에서 열린 2018년 대회에서 준우승을 차지하면서 모든 국제 대회를 통틀어 가장 좋은 성과를 남겼고 1995년과 2010년 대회에서는 3위에 입상하는 등 4번의 대회에서 4강 이상의 성적을 거둬들였다.

### 팬아메리칸 게임
팬아메리칸 게임에는 현재까지 2011년 대회가 유일하며 그나마도 조별리그에서 탈락했지만 트리니다드토바고와의 A조 최종전에서 3-0의 완승을 거두며 팬아메리칸 게임 축구 첫 승을 올렸다. 그리고 2023년 대회에서 개최국 자격으로 자동 출전하면서 2번째 팬아메리칸 게임 본선 무대를 밟게 되었다.

### 남아메리카 게임
남아메리카 경기 대회 2번의 대회에 모두 출전하여 이 중 첫 대회인 2014년 대회에서 은메달을 획득했고 그 다음 대회인 2018년 대회에서는 4위에 머무르면서 메달 획득에 실패했다.

## 성적

### FIFA 여자 월드컵
- 1991년 ~ 2015년: 진출 실패
- 2019년: 조별 리그
- 2023년: 진출 실패

### 올림픽 축구
- 1996년 ~ 2016년: 진출 실패
- 2020년: 조별 리그
- 2024년: 진출 실패

### 코파 아메리카 페메니나
- 1991년: 준우승
- 1995년: 3위
- 1998년: 조별리그
- 2003년: 조별리그
- 2006년: 조별리그
- 2010년: 3위
- 2014년: 조별리그
- 2018년: 준우승

## 같이 보기
- 칠레 축구 국가대표팀